# Baureihe 25
Baureihe 25 – niemiecka lokomotywa parowa produkowana w latach 1954-1955 dla kolei wschodnioniemieckiej. Wyprodukowano dwa parowozy do prowadzenia pociągów pasażerskich i towarowych na saksońskich liniach kolejowych. Parowozy stacjonowały w parowozowni Arnstadt. Parowozy nie zostały zachowane.